# Nematus acuminalis
Nematus acuminalis är en stekelart som beskrevs av Vikberg 1982. Nematus acuminalis ingår i släktet Nematus, och familjen bladsteklar. Arten är reproducerande i Sverige.